# Marie Laforêt
Pour les articles homonymes, voir Laforêt (homonymie) et They.
Maïtena Douménach, dite Marie Laforêt, est une actrice, chanteuse et auteure-compositrice française naturalisée suisse, née le 5 octobre 1939 à Soulac-sur-Mer (Gironde) et morte le 2 novembre 2019 à Genolier (Suisse). Elle a également utilisé le pseudonyme Françoise They en tant que parolière.

## Biographie

### Origines familiales et jeunesse
Maïtena Marie Brigitte Douménach naît le 5 octobre 1939 à Soulac-sur-Mer (Gironde) ; elle est la fille de Jean Eugène Douménach (1909-1983), polytechnicien, mathématicien et chercheur au CNRS, et de Marie Louise Saint Guily (1912-1993), femme au foyer.
La famille de son père est originaire d'Olette, village des Pyrénées-Orientales, et celle de sa mère, de Bordeaux. Ses grands-parents paternels se sont installés à Sainte-Terre, près de Libourne, au début du XXe siècle, dans une maison que son père habite longtemps où Marie Laforêt passe ses vacances d'enfance.
Pendant la Seconde Guerre mondiale, la famille Douménach trouve refuge à Cahors et dans la commune de ses ancêtres, Lavelanet. Alors que son père est prisonnier de guerre en Allemagne, Marie, sa sœur Alexandra et leur mère vivent difficilement.
Après le retour du père de captivité en mai 1945, la famille vit à Raismes où Jean Douménach dirige une fabrique de matériel roulant ferroviaire, la Société franco-belge.
Maïtena fait sa scolarité au lycée de filles Watteau, jusqu'à la classe de cinquième. Ensuite, la famille Doumenach s'établit à Paris,.
Après s'être rapprochée de la religion et avoir envisagé d'entrer au couvent, elle suit des études au lycée Jean-de-La Fontaine où elle éprouve un vif intérêt pour le jeu dramatique qui a pour elle un effet cathartique. Elle fréquente par la suite le cours Simon avec sa sœur aînée Alexandra.
En 1998, elle révèle que, à l'âge de trois ans, elle a été violée à plusieurs reprises par un voisin, épisode traumatisant dont le souvenir est demeuré refoulé et occulté pendant près de quarante ans avant de refaire surface,.

### Carrière

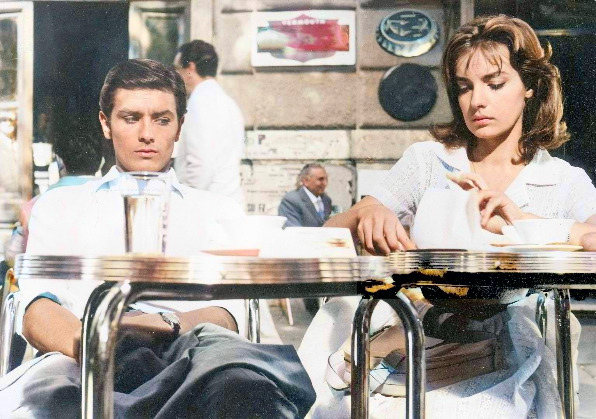
Avec Alain Delon, sur le tournage de Plein Soleil en 1959

Sa carrière commence après qu'elle a remporté le concours « Naissance d'une étoile », organisé par Europe no 1 en 1959 en remplacement de sa sœur.
Elle décroche un rôle dans le projet de film de Louis Malle, Liberté. Remarquée par Raymond Rouleau, elle fréquente alors les cours de théâtre de celui-ci. Le film de Louis Malle est abandonné et c'est avec Alain Delon et Maurice Ronet dans le film Plein Soleil du metteur en scène René Clément que Marie Laforêt fait sa première apparition remarquée au cinéma.

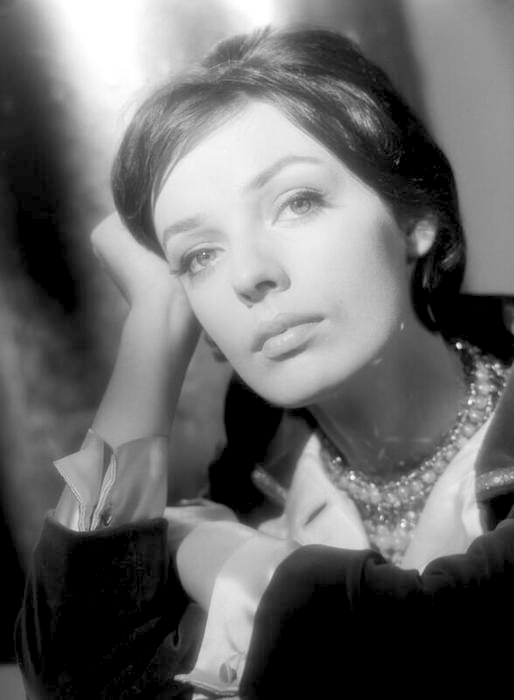
Marie Laforêt en 1960 (Studio Harcourt).

Les rôles se suivent. Le réalisateur Jean-Gabriel Albicocco (1936-2001), alors son mari, la fait tourner dans deux films : La Fille aux yeux d'or d'après le roman homonyme d'Honoré de Balzac et Le Rat d'Amérique, d'après celui de Jacques Lanzmann avec un autre chanteur-comédien, Charles Aznavour.
Après la bande son originale du film de Marcel Moussy Saint-Tropez Blues en 1960 qu'elle enregistre avec son ami d'enfance Jacques Higelin, c'est en février 1963 que sort son deuxième 45 tours, lequel va marquer sa carrière avec Les Vendanges de l'amour, écrite par Danyel Gérard. Déjà, elle aborde le répertoire latino-américain avec La petenera (première apparition télévisée, 1960) et le folklore américain auquel elle consacre les quatre titres de son deuxième 45 tours (1963), tous interprétés en anglais et accompagnés à la guitare par Jacques Higelin.

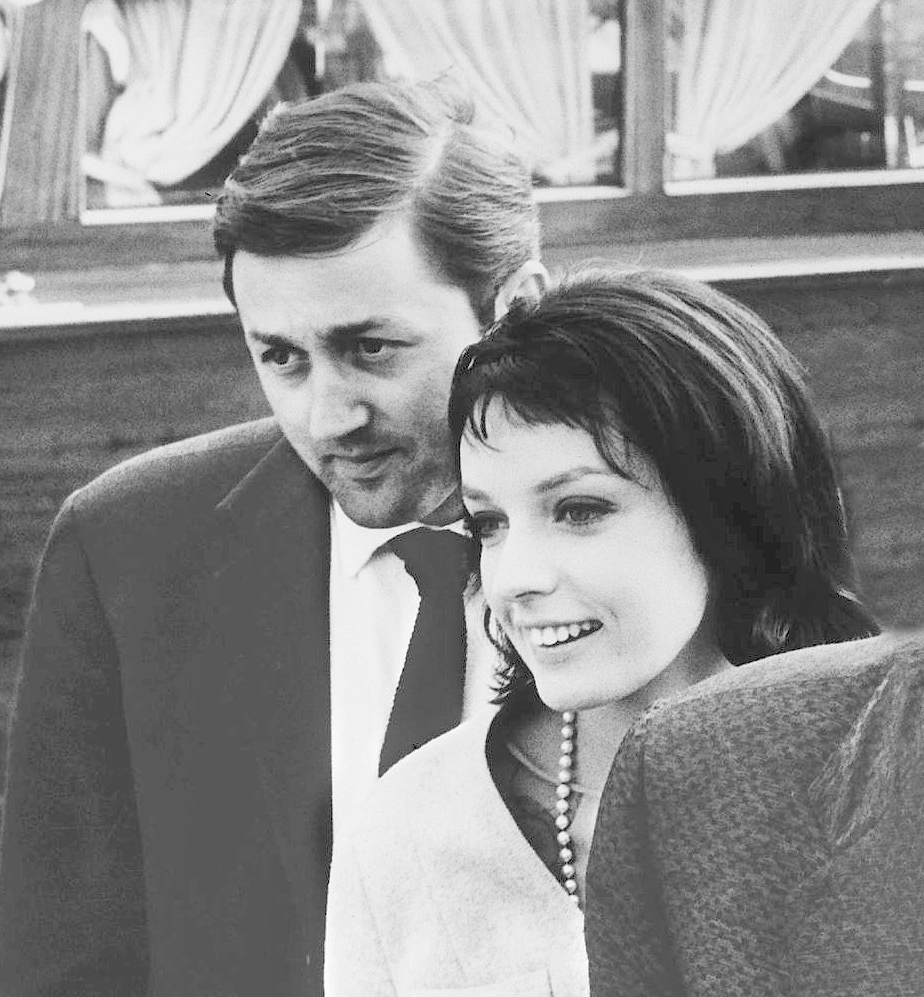
En 1961, avec Jean-Gabriel Albicocco, son futur époux et réalisateur de La Fille aux yeux d'or

De 1963 à 1970, André Popp signe toutes les orchestrations de ses succès et compose pour elle dix-huit chansons dont Mon amour, mon ami, Manchester et Liverpool et Le Lit de Lola.
Chansons originales ou adaptations de titres anglo-saxons, les succès s'enchaînent : Frantz (duo avec Guy Béart), Viens sur la montagne et La Tendresse en 1964, Katy cruelle et La Bague au doigt en 1965, Marie-douceur, Marie-colère, adaptation de Paint It, Black, Manchester et Liverpool et La Voix du silence, version française de The Sound of Silence (1966). En 1967, Ivan, Boris et moi est un succès populaire ainsi que Mon amour, mon ami, puis Que calor la vida à la fin de 1968. En 1969, Le Vin de l'été, version française de Summer Wine de Lee Hazlewood, et D'être à vous, adaptation de I want you de Bob Dylan, témoignent de son goût pour le répertoire folk américain.
À partir de l'année 1968, elle souhaite orienter sa carrière vers des titres plus personnels et puisés dans les folklores nord-américain, sud-américain, européen. Dans cet état d'esprit, elle chante à l'Olympia en 1969 (récital gravé sur disque), à Bobino l'année suivante et au théâtre de la Ville en 1971-1972. Trois directeurs musicaux l’accompagneront successivement lors de ces récitals et des tournées internationales qui suivront : l'Argentin Jorge Milchberg, le Brésilien Egberto Gismonti, le Français Bernard Wystraete.
Cette période située entre 1968 et 1972 est riche sur un plan artistique, l'amenant sur les scènes du monde entier. C'est également à cette époque qu'elle signe ses textes sous le pseudonyme de Françoise They. Mais cela ne plaît pas à CBS, sa nouvelle maison de disques, qui attend des tubes et des chansons légères. Marie Laforêt, elle, a envie de berceuses yiddish, de chansons yougoslaves et de rythmes brésiliens, vénézuéliens et mexicains (La Petenera dès 1966). Elle choisit de se faire accompagner par des formations typiques latino, vénézuéliennes, par exemple, avec contrebasse, guitare et cuatro vénézuelien (ou même un charango andin) sur El cabrestero en 1969, de Simón Díaz, María Laya, El Pastor, Rio Abierto en 1976. Marie Laforêt est accompagnée à cette occasion par Jorge Milchberg (charango), Martín Torres (première guitare), Carlos Belisario Guerra (deuxième guitare/cuatro), Roland Audy (flûtes), et Francis Dunglas (contrebasse). Ces musiciens participent à tous les concerts des années 1968 et 1969 ainsi qu'aux promos sur les plateaux de télévision. Milchberg est le directeur et sera l'arrangeur sur de nombreux morceaux et albums (Récital Olympia 1969, Voyages au long cours). Ce n'est pas moins que le groupe Los Incas...
En 1972, Marie Laforêt interprète régulièrement en concert avec le guitariste argentin Raúl Maldonado Le Tengo rabia al Silencio, titre d'Atahualpa Yupanquiqu'elle avait enregistré en studio en 1968.
La chanteuse signe chez Polydor et après un dernier album très personnel en 1972, elle renonce à ses goûts musicaux pour se laisser guider par ses producteurs et répondre aux attentes d'un public plus large.
Plusieurs grands succès populaires marquent cette période commerciale : Viens, viens, adaptation d'un tube allemand, Mais je t'aime, L'Amour comme à seize ans, Tant qu'il y aura des chevaux (paroles et musique de Nicolas Peyrac), en 1973, Cadeau, en 1974, adaptation du tube country No Charge (en), Maine-Montparnasse, en 1976, Il a neigé sur Yesterday, en 1977, chanson-hommage aux Beatles.
En août 1977, elle s'installe en Suisse et renonce aux enregistrements, afin d'échapper à la surmédiatisation et pouvoir écrire des livres dans l'anonymat.
En 1979, elle revient au cinéma dans Flic ou Voyou aux côtés de Jean-Paul Belmondo et de Michel Galabru.

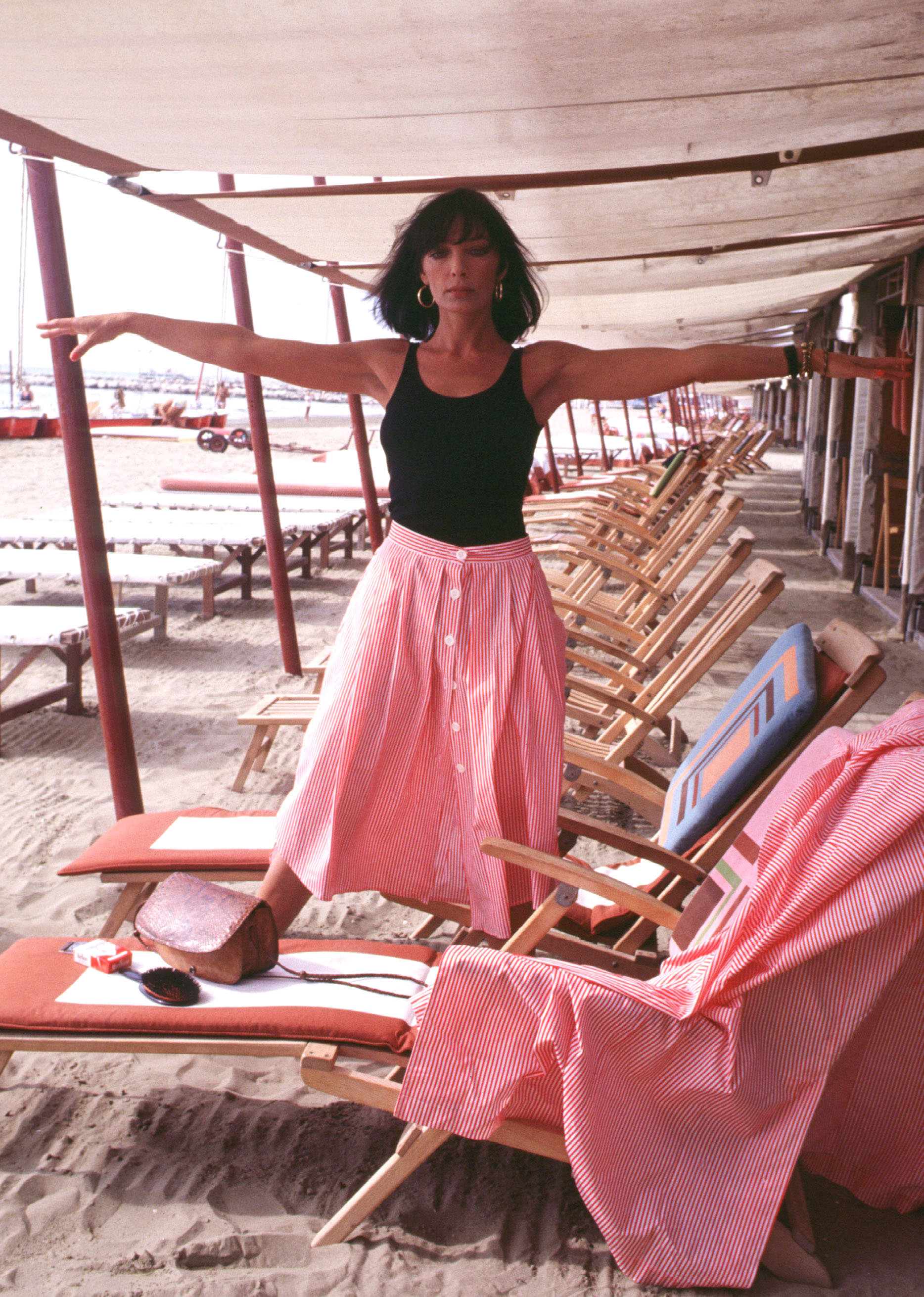
Marie Laforêt à la Mostra de Venise 1985.

Après un détour par la littérature avec la publication de Contes et légendes de ma vie privée chez Stock (1981), Marie Laforêt se concentre sur le cinéma en France et en Italie. Son rôle le plus marquant est dans le film franco-argentin Tangos, l'exil de Gardel de Fernando Solanas qui obtient le Grand prix du jury à la Mostra de Venise 1985. Peu de disques sortent malgré quelques tentatives en 1982 par exemple avec Blanche nuit de satin (reprise de Nights in White Satin du groupe The Moody Blues). En 1984, Marie Laforêt participe à son ultime collaboration avec Jean-Paul Belmondo dans Joyeuses Pâques.

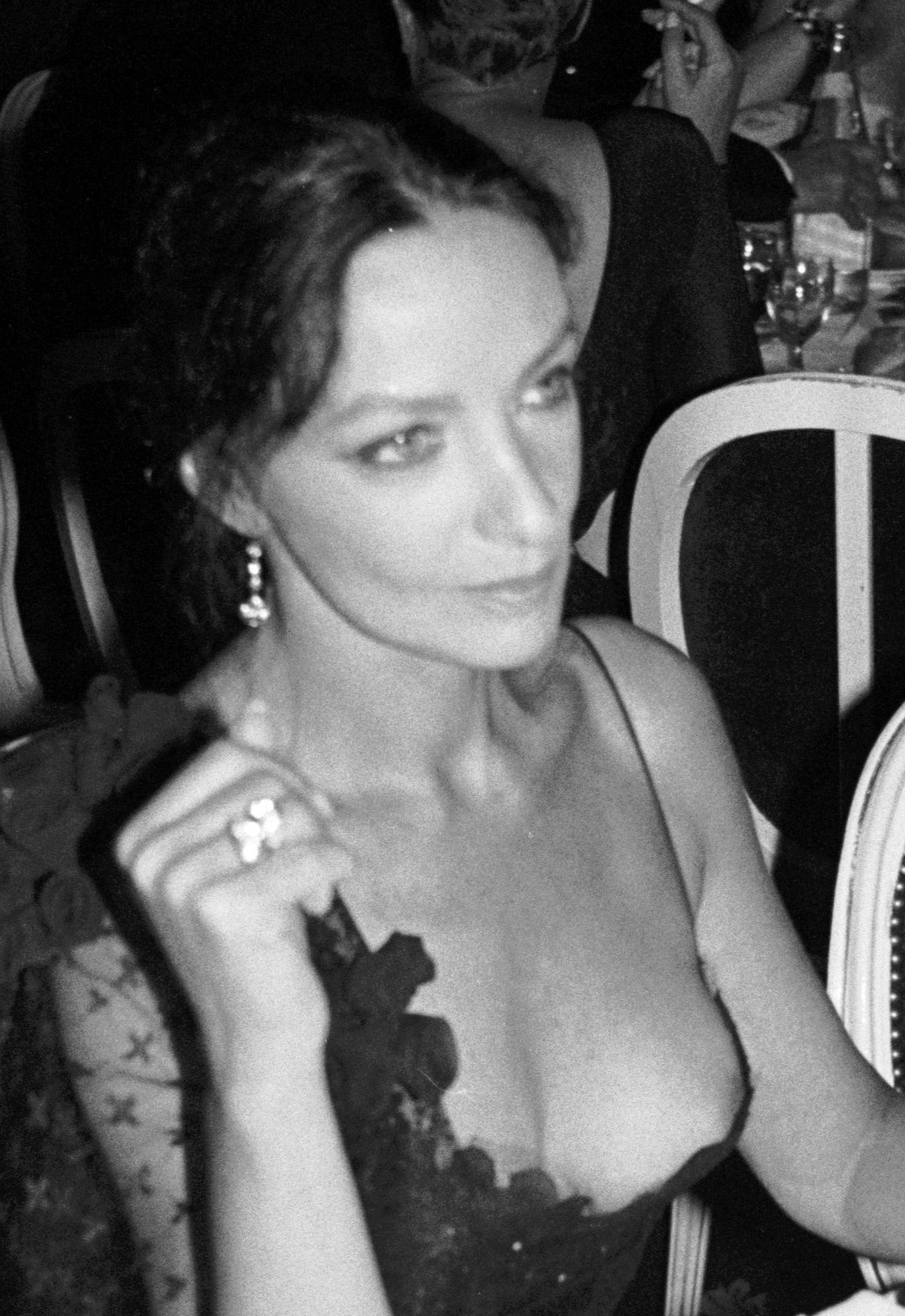
Marie Laforêt au Festival du cinéma américain de Deauville, en 1989.

Étienne Daho et Jean-Marie Leau contactent Marie Laforêt en 1988 pour qu'elle sorte de nouvelles chansons. La chanteuse en écrira donc deux avec L'Aviva et Mamie a cent ans mais, très prise par un projet d'achat hôtelier, la chanteuse ne fera que très peu de promotion de ces chansons qui ne connaîtront pas de succès.
C'est en 1993 que Marie Laforêt fait son retour musical, avec la sortie de son album Reconnaissances dont elle signe tous les textes, sans pseudonyme cette fois, dont sont issus deux singles : Genève… ou bien et Richard Toll.
En 1994, la chanteuse publie la compilation en quatre volumes Fragile de A à Z, parcourant ses trente ans de carrière discographique. Une compilation des meilleurs titres sort également sous le titre Éventail 1963-1993. La carrière de Marie Laforêt se poursuit pendant les années 1990 au cinéma avec Tykho Moon d'Enki Bilal.
En 1998, son album Voyages au long cours contient 17 titres inédits enregistrés sur scène lors d'une tournée mondiale (1969-1970). Elle chante en anglais (Barbara Allen), en espagnol (Cabrestero), en italien (Cicerenella), en russe, en roumain et en français (Marleau). Elle chante sur scène des chansons restées inédites comme Mon cœur se balance, composée sur une musique de Mendelssohn.
En 2001, elle publie Mes petites magies, livre de recettes pour devenir jeune, un livre de recettes de beauté, puis en 2002, elle commence la rédaction de Panier de crabes : les vrais maîtres du monde, un livre engagé dans lequel elle dénonce les dérives du monde de la finance qu'elle a côtoyé lorsqu'elle était mariée à Éric de Lavandeyra. Cependant, malgré l'annonce d'une couverture de son éditeur, Marie Laforêt ne terminera pas l'écriture du livre qui ne sortira, donc, jamais.
Après avoir joué le rôle de Maria Callas dans Master Class, rôle qui lui vaut d'excellentes critiques (nomination aux Molières 2000 pour son interprétation), elle remplace Isabelle Mergault dans la pièce de Laurent Ruquier La presse est unanime en 2003.
Elle joue également durant un mois à l'Espace Cardin en 2004 dans Jésus la Caille, pièce adaptée du roman Jésus-la-Caille de Francis Carco. Elle participe chaque semaine sur l'antenne d'Europe 1 à l'émission de Laurent Ruquier On va s'gêner.
Marie Laforêt remonte sur scène du 14 au 16 juillet 2005 dans le cadre du festival Juste pour rire de Montréal en avant-première d'une série de spectacles qu'accueille le théâtre des Bouffes-Parisiens, à Paris, du 12 au 24 septembre 2005, pour son premier tour de chant depuis 1972. Le public est au rendez-vous : le spectacle se joue à guichets fermés. Après deux ans d'attente, une série de concerts pour septembre 2007, et une tournée d'adieux sont annoncées, puis annulées à la suite de problèmes de santé.

### Mort

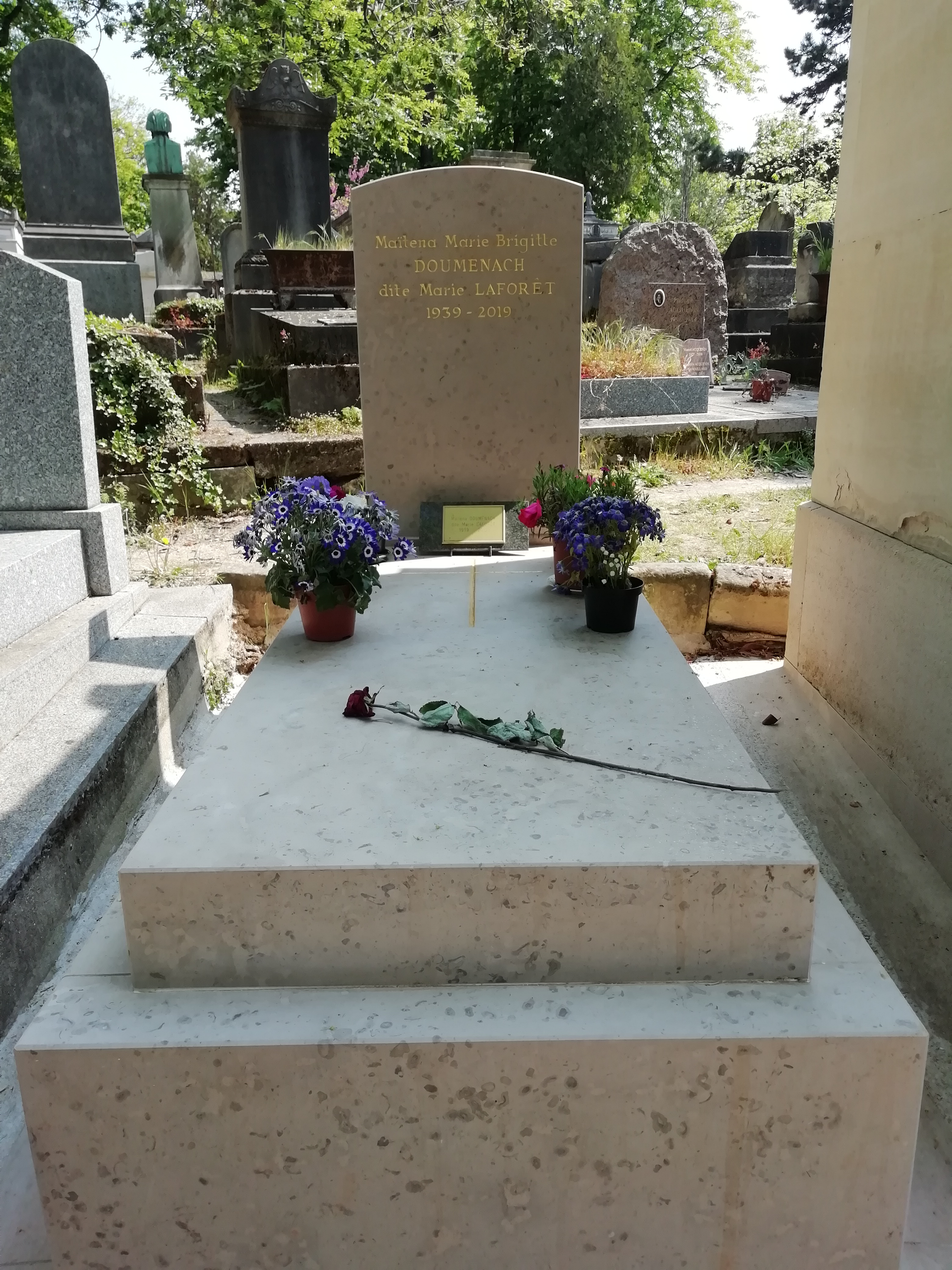
Tombe de Marie Laforêt au cimetière du Père-Lachaise (division 49).

Marie Laforêt meurt le 2 novembre 2019, à Genolier (Suisse),, d'un cancer des os généralisé. Ses obsèques se déroulent à l'église Saint-Eustache de Paris le 7 novembre suivant ; elles sont suivies de son inhumation dans l'intimité familiale au cimetière du Père-Lachaise (division 49).

### Vie privée
Marie Laforêt s'est mariée et a divorcé à cinq reprises.
En 1961, elle épouse le réalisateur Jean-Gabriel Albicocco (1936-2001) dont elle divorce trois ans plus tard.
De 1965 à 1967, elle est mariée à Judas Azuelos, homme d'affaires d'origine marocaine dont elle a deux enfants : Lisa (née en 1965), réalisatrice, et Jean-Mehdi Abraham (né en 1967). Lisa déplore dans des interviews l'absence de sa mère dans son enfance, très prise par son travail,.
En 1971, elle épouse Alain Kahn-Sriber,,, homme d'affaires et collectionneur d'art avec lequel elle a une fille, Ève Marie Deborah, née en 1974.
En 1978, elle s'installe à Genève où Pierre Cornette de Saint-Cyr, commissaire-priseur, écrivain et collectionneur d'art, l'initie au marché de l'art.
En 1980, à Genève, elle épouse le chirurgien Pierre Meyer et divorce peu après.
Elle tient jusqu'en 1981 une galerie d'art pour laquelle elle exerce aussi la profession de commissaire-priseur.
Le 7 septembre 1990, elle épouse l'agent de change Éric de Lavandeyra avec lequel elle vit près de huit ans et dont elle a élevé les deux enfants, Isabelle (née en 1972) et Diego (né en 1973), issus d'un premier mariage avec Catherine Hennessy, héritière des cognacs Hennessy. Le couple se sépare quatre ans plus tard.
Dans l'émission télévisée Tout le monde en parle, diffusée le 9 février 2002, elle livre un témoignage à charge visant Éric de Lavandeyra et impliquant l'ancien homme politique Didier Schuller. Elle se dit persécutée par « une organisation criminelle disposant d'un budget d'environ deux cent cinquante fois supérieur à celui de la France » et liée à l'ordre du Temple solaire, accusant également son ex-mari d'en vouloir à sa vie. Jugée pour diffamation devant la justice suisse, elle maintient ses accusations et demande la revalorisation de la pension alimentaire qui lui a été accordée au moment du divorce sans prendre en compte les années de concubinage. Elle obtient finalement gain de cause en 2006, jugement dont Lavandeyra fait appel pour « chantage et extorsion ».
En 2012, elle est condamnée à 500 euros d'amende avec sursis pour « discrimination » après avoir publié une offre d'emploi pour un service de ménage demandant aux « musulmans orthodoxes [de] s'abstenir ». L'annonce précisait « petit chien (chihuahua) ; allergique ou musulman orthodoxe s'abstenir ». Son avocat la défend en affirmant le respect de Marie Laforêt pour l'islam en connaissant le statut impur du chien dans cette religion.

## Hommages et reprises
- 1989 : durant sa première tournée Tour 89, Mylène Farmer reprend Je voudrais tant que tu comprennes, chantée par Marie Laforêt en 1966.
- 2002 : François Ozon fait reprendre le titre Mon amour, mon ami par Virginie Ledoyen dans le film Huit femmes.
- 2005 : sur son quatrième album Six pieds sous terre, RoBERT (auteur-compositeur de la scène alternative française) reprend la Prière pour aller au paradis, écrite par Marie Laforêt en 1973.
- 2009 : dans son deuxième album Au féminin, Najoua Belyzel reprend la chanson Viens, viens.
- 2016 : la chanteuse Barry enregistre un album de onze titres extraits du répertoire de Marie Laforêt[42].
- 2018 : Mon amour, mon ami est repris dans le troisième album Summer Spleen de Michaël Roy (auteur-compositeur de la scène alternative française).
- 2021 : Najoua Belyzel reprend dix titres dans Eternelle : Hommage à Marie Laforêt.

## Distinctions

### Récompenses
- 1964 : grand prix du Marathon de la chanson française pour Les Vendanges de l'amour
- 1964 : grand prix de la chanson de l'été pour Viens sur la montagne
- 1964 : grand prix du Juke-Box d'Or italien pour La Vendemmia dell'amore
- 2006 : trophée Femmes en or pour le récital Marie chante Laforêt

### Nominations
- 1988 : César de la meilleure actrice dans un second rôle pour Fucking Fernand
- 2000 : Molière de la comédienne pour Master Class
- 2009 : Molière de la comédienne pour Master Class

## Postérité
En mars 2020, quelques mois seulement après sa disparition, l’intégrale de ses enregistrements paraît chez Universal, soit 377 titres, dont de nombreux inédits et introuvables, répartis en 18 CD  complétés d'un livret de 48 pages,,. Conçu (comme toutes les parutions discographiques qui suivront) sous l’impulsion et la coordination de Yohann Masson, un jeune admirateur patient et passionné,, ce projet est rendu possible grâce à l’implication de Marie Laforêt elle-même. Elle en signe notamment le texte de présentation, chronique autobiographique écrite durant son dernier été. Le mini-coffret édité parallèlement comprend 3 CD : une compilation de ses grands succès, une sélection personnelle de l'artiste et l’enregistrement public de son concert de 2005 au Théâtre des Bouffes Parisiens,. La version vinyle de ce coffret est constituée d’un double 33 tours reprenant les titres des deux premiers CD.
En octobre 2020, les éditions Michel Lafon publient Nous n’avons pas d’autre choix que de croire, lettre-fleuve écrite au cours des trois dernières années de sa vie en réponse au roman d’Emmanuel Carrère Le royaume, dont la lecture l’a à la fois fascinée et fortement interrogée,.
En octobre 2021, un nouveau 33 tours intitulé Les incontournables rassemble 15 morceaux choisis parmi ses grands succès. La même année, sur une narration de Laurent Ruquier, le DVD Chansons en images compile 53 séquences télévisées illustrant la diversité des styles musicaux abordés par la chanteuse tout au long de sa carrière.
Les années suivantes, deux pièces manquantes de sa discographie refont surface en format vinyle : paru en février 2022, l’album Asphodèles réunit 14 titres rares ou inédits, dont ceux enregistrés en 1970 avec Egberto Gismonti, ; en novembre 2024, Le Feu révèle les chansons d’un album réalisé en 1980 et mis de côté avant sa sortie,. Ce dernier figure aussi en format CD dans la nouvelle version de l’intégrale parue simultanément,.

### Chansons interprétées par Marie Laforêt figurant dans des bandes originales
- 1961 : Saint-Tropez Blues dans le film Saint-Tropez Blues de Marcel Moussy
- 1965 : La Ballade de Clérambard dans le film Clérambard d'Yves Robert
- 1968 : Aussi loin que l’amour dans le film Aussi loin que l’amour de Frederic Rossif
- 1978 : Roman d’amour dans le film Le Dernier Amant romantique de Just Jaeckin
- 1999 : Emporte-moi dans le film Emporte-moi de Léa Pool
- 2004 : Viens, viens dans le film Je suis un assassin de Thomas Vincent
- 2008 : L’amour comme à seize ans dans le film LOL de Lisa Azuelos
- 2020 : Cadeau dans le film L’Origine du monde de Laurent Lafitte
- 2022 : La Tendresse dans le film I Love America de Lisa Azuelos
- 2024 : La Berceuse (en public)  dans le film La Plus Précieuse des marchandises de Michel Hazanavicius
- 2024 : L'amour comme à seize ans dans Un ours dans le Jura de Franck Dubosc
- 2025 : Les vendanges de l'amour dans la campagne publicitaire de la collection Le Paysan de la marque Jacquemus

## Théâtre
- 1969 : La Hobereaute de Jacques Audiberti, mise en scène Georges Vitaly, hôtel de Béthune-Sully
- 1973 : Partage de midi de Paul Claudel, mise en scène de G.-H. Régnier, théâtre de Bourges : Isé
- 1992 : L'Écorce bleue de Marguerite Yourcenar, lecture dans le cadre du Festival de Carpentras, théâtre de Plein Air.
- 1997 : Le Vietnam de Marguerite Duras, lecture accompagnée par l'ensemble Ca Tru Thai Ha de Hanoï, festival de Saint-Florent-le-Vieil
- 1997 : Master Class de Terrence McNally, mise en scène de Roman Polanski, Théâtre de la Porte-Saint-Martin : Maria Callas
- 1999 : Master Class de Terrence McNally, mise en scène Didier Long, théâtre Antoine : Maria Callas
- 2000 : Master Class de Terrence McNally, reprise pour quelques représentations exceptionnelles du 18 avril 2000 au 30 avril 2000 à l'Opéra-Comique de la ville de Paris : Maria Callas
- 2003 : La presse est unanime de Laurent Ruquier, mise en scène Agnès Boury, théâtre des Variétés
- 2004 : Jésus-la-Caille de Francis Carco, mise en scène Jacques Darcy, Espace Cardin
- 2008 : Master Class de Terrence McNally, mise en scène Didier Long, théâtre de Paris : Maria Callas
- 2009 : L'Hirondelle inattendue, opéra de Simon Laks, festival des musiques interdites de Marseille : récitante

## Filmographie

### Cinéma
- 1960 : Plein Soleil de René Clément : Marge Duval
- 1961 : Saint-Tropez Blues de Marcel Moussy : Anne-Marie
- 1961 : La Fille aux yeux d'or de Jean-Gabriel Albicocco : la fille
- 1961 : Les Amours célèbres, sketch Les comédiennes de Michel Boisrond : Mlle George
- 1962 : Los cuatro golpes, court-métrage de François Truffaut : une complice n° 2
- 1962 : Le Rat d'Amérique de Jean-Gabriel Albicocco : Maria
- 1962 : Leviathan de Léonard Keigel : Angèle
- 1963 : Cherchez l'idole de Michel Boisrond
- 1963 : À cause, à cause d'une femme de Michel Deville : Agathe
- 1964 : La Chasse à l'homme d'Édouard Molinaro : Gisèle
- 1965 : Cent briques et des tuiles de Pierre Grimblat : Ida
- 1965 : Des filles pour l'armée (Le soldatesse) de Valerio Zurlini : Eftichia
- 1965 : Marie-Chantal contre Dr Kha de Claude Chabrol : Marie-Chantal
- 1967 : Le Treizième Caprice de Roger Boussinot : Fanny
- 1967 : Le Valet de carreau (Jack of Diamonds) de Don Taylor : Olga
- 1972 : Le Petit Poucet de Michel Boisrond : la reine
- 1979 : Flic ou Voyou de Georges Lautner : Edmonde Puget-Rostand
- 1982 : Les Diplômés du dernier rang de Christian Gion : Dominique
- 1982 : Que les gros salaires lèvent le doigt ! de Denys Granier-Deferre : Rose (non créditée au générique)
- 1984 : Les Morfalous d'Henri Verneuil : Hélène Laroche-Fréon
- 1984 : Joyeuses Pâques de Georges Lautner : Sophie Margelle
- 1985 : Le Pactole de Jean-Pierre Mocky : Greta Rousselet
- 1985 : Tangos, l'exil de Gardel de Fernando Solanas : Mariana
- 1987 : Sale Destin de Sylvain Madigan : Marthe Marboni
- 1987 : Fucking Fernand de Gérard Mordillat : Lotte
- 1987 : Il est génial papy ! de Michel Drach : Louise
- 1989 : La Folle journée ou Le mariage de Figaro de Roger Coggio : la comtesse
- 1990 : L'Avare (L'avaro) de Tonino Cervi : la comtesse Isabella Spinosi
- 1990 : Una fredda mattina di maggio de Vittorio Sindoni : Mara
- 1990 : Présumé dangereux de Georges Lautner : Théa
- 1992 : Tous les hommes de Sara (Tutti gli uomini di Sara) de Gianpaolo Tescari : la mère de Sara
- 1995 : Ainsi soient-elles de Patrick et Liza Alessandrin : la mère de Marie
- 1995 : Dis-moi oui d'Alexandre Arcady : Mme Villiers
- 1996 : Tykho Moon d'Enki Bilal : Éva
- 1997 : Héroïnes de Gérard Krawczyk : Sylvie
- 1997 : C'est la tangente que je préfère de Charlotte Silvera : Pétra, la vérité
- 2000 : Jeux pour mourir de Bruno Romy (court métrage)
- 2008 : Les Bureaux de Dieu de Claire Simon : Martine

### Télévision

#### Téléfilms
- 1961 : Le Rouge et le Noir de Pierre Cardinal : Mathilde de La Mole
- 1965 : La Redevance du fantôme de Robert Enrico : Miss Diamond
- 1972 : Kean: Un roi de théâtre de Marcel Moussy : la comtesse Elena de Kloefeld
- 1989 : La bugiarda (Isabella la ladra) de Franco Giraldi : Elvira
- 1992 : Un cane sciolto 3 de Giorgio Capitani : Hélène
- 1994 : A che punto è la notte ? de Nanni Loy : Chantal Guidi
- 1995 : Adrien Le Sage: Ma fille est impossible de Jacques Monnet : la comtesse de Pontigny
- 1997 : Le Désert de feu (Desierte di fuoco) d'Enzo G. Castellari : Rahma*1998 : Villa Vanille de Jean Sagols : Pronia

#### Séries télévisées
- 1984 : Emmenez-moi au théâtre : Pauline ou l'Écume de la mer de Patrick Bureau : Pauline
- 1987 : La Mafia de Luigi Perelli : Anna Antinari  (saison 3)
- 1988 : Le Loufiat de Michel Boisrond : la star
- 1990 : L'Affaire Rodani (Quattro piccole donne) de Gianfranco Albano : la mère des quatre filles
- 1996 : L'Histoire du samedi : Chienne de vie de Bernard Uzan : Françoise
- 1998 : Jeudi 12 de Patrick Vidal : Françoise Gamelin

#### Émissions de variétés
En tant que chanteuse, Marie Laforêt a participé à des dizaines d'émissions de variétés à la télévision française. Parmi celles qui l'ont mise au premier plan, on peut citer :
- 2 novembre 1966 : Bienvenue de Raoul Sangla et Guy Béart, avec le mime Marceau, Marie Laforêt, les Enfants terribles, Avron et Evrard, les Troubadours, Guy Béart
- 21 octobre 1967 : Show Marie Laforêt de Michèle Arnaud et Pierre Koralnik (avec une interview de Marie Laforêt par Jacques Lanzmann)
- 11 février 1968 : Ça, c'est la vie de Marie Laforet de Raoul Sangla
- 30 mars 1970 : Discorama 70 de Denise Glaser et Raoul Sangla, avec Marie Laforêt, Serge Lama, Brigitte Fontaine et Jacques Higelin
- 11 avril 1970 : Podium 70 d'Arlen Papazian et Jean-Paul Carrère, avec Georges de Caunes
- 25 juin 1971 : À bout portant Marie Laforêt
- 21 février 1973 : Le Grand Échiquier Guy Béart de Jacques Chancel et André Flederick, avec Marie Laforêt, Juliette Gréco, Patachou, Isabelle Aubret, Ivan Rebroff, Jean-Louis Barrault et Madeleine Renaud
- 2 novembre 1974 : Top à... Marie Laforêt de Maritie et Gilbert Carpentier et Marion Sarraut
- 31 mai 1975 : Les Yeux dans les yeux de Michel Lancelot ; Marie Laforêt interprète Emporte-moi, Mais les plaisirs d'amour, Mais je t'aime, Viens, viens et Cabrestero
- 14 novembre 1976 : Autopsie d'un spectacle : Récital Marie Laforêt de Liliane Bordoni, Patrice Bellot et Marion Sarrault
- 27 décembre 1976 : Restez donc avec nous le lundi de Jean Bertho (TF1) ; Marie Laforêt interprète Maine-Montparnasse, La Légende de Thomas, On ne peut danser plus haut que ses souliers, Star Story, Le Bonheur et La Naissance

## Radio
- 1959 : lauréate du concours Naissance d'une étoile organisé par Europe no 1.
- 1973 : animatrice durant l'été de l'émission Cause toujours, tu m'intéresses sur RTL.
- 1973 : actrice de radio dans Sheherazade, feuilleton de la RTB, elle incarne Shéhérazade.
- 2004 : participante régulière à l'émission de Laurent Ruquier On va s'gêner sur Europe 1.

## Discographie

### Chansons inédites ou faces B de 45 tours
- Tumbleweed et Saint-Tropez blues, sur la BO du film Saint-Tropez Blues (1961)
- Johnny Guitar (Victor Young), sur la BO du film homonyme (1963)
- Banks of the Ohio (traditionnel) titre hors album extrait du EP Blowin' In the Wind (1963)
- Sur le chemin des Andes (Marie Laforêt ; Michel Jourdan ; traditionnel) - titre hors album extrait du EP Volume XII et autre version de La Flûte magique (1966)
- L'Amour de Moy (traditionnel) chanté à la télévision dans Un portrait de Marie Laforêt (1967)
- Simone (traditionnel) chanté une fois à la télévision dans Un portrait de Marie Laforêt (1967)
- Belle qui tiens ma vie (traditionnel) chanté lors des récitals de 1968
- Marie, douce Marie (Franck Thomas ; Jean-Michel Rivat ; Philippe Monnet), face B de Choux, cailloux, genoux, époux (1970)
- Dis à Mathieu (Gérard Layani), face B de Choux, cailloux, genoux, époux (1970)
- Esclave et Reine (Marie Laforêt ; Egberto Gismonti), inédit (1970)[64]
- Il faut savoir pardonner (Marie Laforêt ; Egberto Gismonti) inédit chanté lors de récitals et une seule fois à la télévision (1969-70)
- Mon cœur se balance (Marie Laforêt ; Mendelssohn), inédit chanté lors de récitals et dans quelques émissionsde télévision (1971)
- L’automne rêve aux lilas (Marie Laforêt ; Bernard Wistraete) inédit édité en 2003 (1971)
- Aussi loin que l’amour (Denise Glaser ; Sébastien Marotto), BO du film du même nom, inédit (1972)
- Daniel (Marie Laforêt ; Elton John ; Bernie Taupin), face B de Cadeau (1974)
- Un jour (Pierre Bachelet), face B de Roman d’amour (1979)
- Moi Marie (Gilbert Montagné) inédit d’un album jamais édité, chanté une seule fois à la télévision dans La Grande Roue (1980)
- L'Homme de l'Espace (Pascal Arroyo - Pierre Grosz) inédit d’un album jamais édité, chanté une seule fois le 23 décembre 1980 Grand Plateau TSR (1980)
- La Frontière ou La Californie (Gilbert Montagné) inédit d’un album jamais édité, chanté une seule fois à la télévision dans Stars 80 (1980)
- Mon amour où es tu passé (Gilbert Montagné - Daniel Boublil) inédit d’un album jamais édité, chanté à la télévision dans La Grande Roue et dans Stars 80 (1980)
- Quand les lilas refleuriront (Guy Béart) reprise inédite chantée une seule fois à la télévision (1983)

## Vidéographie
- 2008 : Dans le temps éperdu d’Anne Ducruet. Vidéo plasticienne de 1’30’’ d’après la série photographique sonorisée homonyme. Voix : Marie Laforêt. https://www.youtube.com/watch?v=VkHm7Z5BfVo
- 2021 : Marie Laforêt : Chansons en images, DVD, Rétrospective de 2h40 d’images de télévisions où Marie Laforêt chante ses titres incontournables et quelques raretés.

## Écrits
- 1981 : Contes et légendes de ma vie privée  (ISBN 978-2-234-01349-0)
- 2001 : Mes petites magies, livre de recettes pour devenir jeune  (ISBN 978-2-84098-648-5)
- 2002 : Panier de crabes : les vrais maîtres du monde  (ISBN 978-2-84098-829-8)[65]
- 2008 : Sous le pseudonyme d'Erna Huili-Collins (ouvrage collectif), Correspondances intempestives : à la folie... pas du tout, Triartis
- 2020 : Nous n'avons pas d'autre choix que de croire